# Limestone (Floryda)
Limestone – jednostka osadnicza w Stanach Zjednoczonych, w stanie Floryda, w hrabstwie Hardee.